# Henri Rochon
Pour les articles homonymes, voir Rochon.
Henri Rochon, né le 12 mars 1924 et décedé le 5 février 2005 à Montréal, est un ancien joueur canadien de tennis.
Parmi ses hauts faits d'armes, Henri Rochon a remporté les Internationaux de tennis du Canada 1949. Il a occupé le premier rang au classement des meilleurs joueurs canadiens en 1947 et 1949. Il a aussi fait partie de l'équipe canadienne de la Coupe Davis pendant dix ans.
Il a épousé le 17 décembre 1955, à l'église Notre-Dame, de Montréal, Yolande (Andrée) Belisle. Ils ont eu deux filles, France et Danielle ainsi qu'un garçon Michel (décédé à 6 ans).

## Palmarès
- Coupe Rogers : Vainqueur en 1949